# Wonder of Women
Wonder of Women (Brasil: O Prodígio das Mulheres / Portugal: O Ídolo das Mulheres) é um filme norte-americano de 1929, do gênero drama, dirigido por Clarence Brown e estrelado por Lewis Stone e Leila Hyams.
O roteiro é baseado no romance "Die Frau des Steffen Tromholt" (A Esposa de Steffen Tromholt) (1927), do escritor alemão Hermann Sudermann.
O filme marca a estreia no cinema de Peggy Wood, famosa atriz de teatro que apareceu pouco nas telas.

## Sinopse

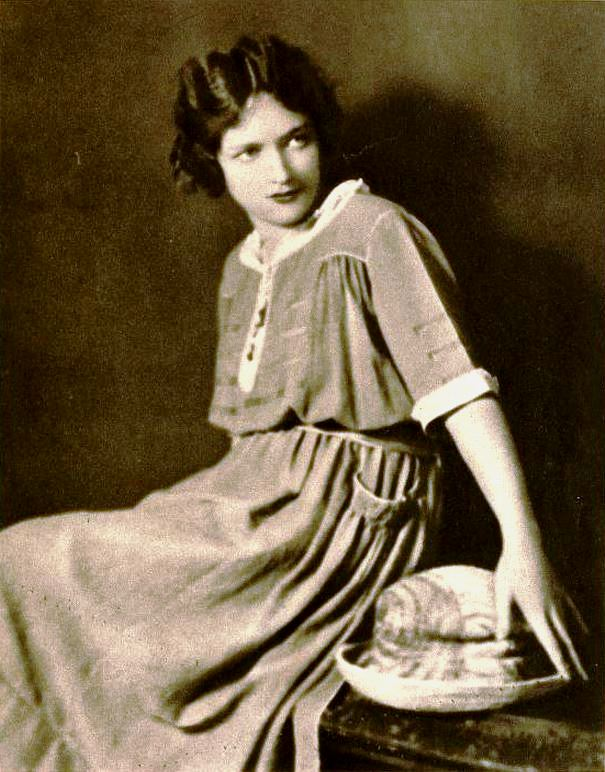
Peggy Wood (1892-1978), desenvolveu uma carreira soberba nos palcos, onde sua versatilidade a levou tanto a musicais quanto a Shakespeare. Apesar de uma indicação ao Oscar de Melhor Atriz Coadjuvante por seu trabalho em The Sound of Music, atuou pouco no cinema. Também estrelou a telessérie Mama (1949-1957).

Pianista brilhante, Stephen Trombolt casa-se com Brigitte na Alemanha do início do século XX. Entretanto, ele não se adapta à vida doméstica e abandona a esposa em favor de Karen, uma antiga namorada. Quando abre os olhos e volta para casa, ele encontra Brigitte à beira da morte.

## Principais premiações
| Patrocinador                                  | Prêmio | Categoria               | Situação |
| --------------------------------------------- | ------ | ----------------------- | -------- |
| Academia de Artes e Ciências Cinematográficas | Oscar  | Melhor Roteiro Adaptado | Indicado |

## Elenco
| Ator/Atriz         | Personagem          |
| ------------------ | ------------------- |
| Lewis Stone        | Stephen Trombolt    |
| Leila Hyams        | Karen               |
| Peggy Wood         | Brigitte            |
| Harry Myers        | Bruno Heim          |
| Sarah Padden       | Anna                |
| George Fawcett     | Doutor              |
| Blanche Friderici  | Empregada doméstica |
| Wally Albright Jr. | Wulle-Wulle         |
| Ullrich Haupt      | Kurt                |